# فنلندا الشرقية

فنلندا الشرقية

مقاطعة فنلندا الشرقية (بالفنلندية Itä-Suomen lääni، بالسويدية Östra Finlands län) إحدى مقاطعات فنلندا الست الكبرى السابقة من 1997 إلى 2010.
تحدها مقاطعات :فنلندا الغربية وفنلندا الجنوبية وأولو ، و روسيا.
تم إنشاء المقاطعة بعد إعادة التعديل الإداري الفنلندي، دخلت حيز التنفيذ في 1 يناير 1998 ، و تكونت نتيجة اتحاد مقاطعتي ميكيلي (Mikkelin lääni) ، كووبيو (Kuopio lääni) و إقليم كاريليا الشمالية.